# مين يقدر على عزيزة (فلم)
مين يقدر على عزيزة؟ هو فيلم دراما مصري من إخراج أحمد فؤاد وبطولة حسين فهمي، سهير رمزي، سعيد صالح، عماد حمدي، أميرة، شفيق جلال وتحية كاريوكا، صدر الفيلم في 30 يونيو 1975.

## نبذة
(مدحت) مخرج سينمائي يسافر ويتعرض لحادث في الفيوم، يُضطر للبقاء فيها ليلة آملًا في العودة سريعًا للقاهرة، يتزوج من فتاة في البلدة التي استقر فيها ويعود إلى القاهرة في الصباح الباكر، تذهب عروسه خلفه بحثًا عنه، وتقابل صديقه (حسين) بالصدفة ويعلم بقصتها دون معرفة أن المتسبب في أزمتها هو صديقه مدحت.

## طاقم العمل
- حسين فهمي بدور مدحت الدمنهوري
- سهير رمزي بدور عزيزة
- سعيد صالح بدور رفعت سامي
- عماد حمدي بدور محمود الدمنهوري
- أميرة بدور عشيقة مدحت
- شفيق جلال بدور المطرب
- تحية كاريوكا بدور جليلة أم عزيزة

## وصلات خارجية
- مقالات تستعمل روابط فنية بلا صلة مع ويكي بيانات